# Новоплатнировская
Новопла́тнировская — станица в Ленинградском районе Краснодарского края.
Административный центр Новоплатнировского сельского поселения.
Население — 3369 жителей (2010).

## География
Станица расположена на берегах реки Челбас, в 31 км южнее станицы Ленинградской.

## Улицы
| - ул. Школьная - ул. Советов, - ул. 40 лет Победы, - ул. Веселая, - ул. Восточная, - ул. Гоголя, - ул. Горького, - ул. Жлобы, - ул. Зеленая, - ул. Кирова, - ул. Кирпичная, - ул. Коминтерна, - ул. Комсомольская, - ул. Красная, - ул. Красноармейская, | - ул. Кубанская, - ул. Кузнечная, - ул. Ленина, - ул. Лермонтова, - ул. Мира, - ул. Мостовая, - ул. Первомайская, - ул. Пушкина, - ул. Октябрьская, - ул. Южная, - ул. Чкалова, - ул. Степная, - ул. Федюнина - ул.Набережная - ул.Пролетарская |

## История
Хутор Челбасский был основан в 1884 году, в 1909 году преобразован в станицу Новоплатнировскую.

## Население
| 2002 | 2010  | 2021  |
| ---- | ----- | ----- |
| 3937 | ↘3369 | ↘3011 |

Национальный состав
По данным переписи 1926 года по Северо-Кавказскому краю, в населённом пункте числилось 1029 хозяйств и 4752 жителя (1977 мужчин и 2271 женщина), из которых украинцы — 89,4 % или 4248 чел.